# Милюков, Александр Иванович
Алекса́ндр Ива́нович Милюко́в (19 марта 1923, село Наровчат, Пензенская губерния, РСФСР, СССР — 28 февраля 1992, Одесса, Украина) — советский танкист-ас, гвардии лейтенант. Ветеран Великой Отечественной войны. Герой Советского Союза (27 июня 1945 года).

## Биография
Александр Милюков родился 19 марта 1923 года в селе Наровчат Пензенской губернии (ныне — Пензенская область), в крестьянской семье. 
В 1940 году окончил десять классов наровчатской средней школы.
В 1940 году Наровчатским РВК был призван в ряды Красной армии.

### Великая Отечественная война (1941—1945)
В 1941 году, перед самым началом Великой Отечественной войны (1941—1945), Александр Милюков окончил Школу гражданского воздушного флота (ГВФ) в Пензе. С началом войны был направлен переучиваться на лётчика-истребителя, но во время учебного полёта получил травму и был признан не годным к авиации. После излечения на медкомиссии сказал, что имеет квалификацию стрелка-радиста, но документы потерял, и таким образом оказался в танковых войсках.
На фронте Великой Отечественной войны — с 1942 года. Воевал механиком-водителем советского тяжёлого танка КВ-1, затем пересел на Т-34, и вскоре стал командиром танка. В феврале 1943 года в боях за город Харьков его экипаж одержал первую победу над немецким тяжёлым танком «Тигр». В самый разгар боёв на Курской дуге в поединке один на один Т-34 Милюкова уничтожил новейший по тем временам танк «Пантера», а затем ещё три немецких «Тигра». Общий счёт личных побед Милюкова составил 7 танков противника.
В 1944 году А. И. Милюков окончил Саратовское танковое училище и получил звание младшего лейтенанта.
C 25 по 29 апреля 1945 года в должности командира танковой роты 1-го танкового батальона 53-й гвардейской танковой бригады 6-го гвардейского танкового корпуса 3-й гвардейской танковой армии 1-го Украинского фронта принимал активное участие в наступательных боях советских войск за взятие Берлина, во время которых под огнём противника проделывал проходы в заграждениях, уничтожал огневые точки врага, чем обеспечивал продвижение вперёд стрелковых подразделений Красной армии. Был ранен, но не покинул поле боя. Участвовал во взятии немецких городов Гольсен, Барут, Дрезден.
Указом Президиума Верховного Совета СССР от 27 июня 1945 года Милюкову Александру Ивановичу присвоено звание Героя Советского Союза с вручением ордена Ленина и медали «Золотая Звезда» (№ 7838).

### Послевоенные годы
После войны лейтенант А. И. Милюков находился в запасе. 
В 1955 году окончил Всесоюзный государственный институт кинематографии (ВГИК), длительное время работал кинорежиссёром на «Одесской киностудии». Здесь же, в качестве актёра снялся в художественном фильме «Авдотья Павловна» (1967) и написал сценарий к художественному фильму «Экипаж машины боевой» (1983), в котором стал прототипом главного героя.
Скончался 28 февраля 1992 года в городе-герое Одессе. Похоронен на Втором Христианском кладбище.

## Память
- Бюст Александра Милюкова установлен в селе Наровчат на Аллее Героев — уроженцев и жителей Наровчатского района Пензенской области.
- Советский военный фильм «Экипаж машины боевой» (1983), к которому Александр Милюков написал (в соавторстве с Анатолием Степановым) сценарий, основан на эпизодах его боевой биографии.
- В 2018 году на экраны вышел российский полнометражный военно-исторический приключенческий музыкальный художественный фильм «На Париж…» режиссёра Сергея Саркисова, снятый по сценарию, написанному Станиславом Говорухиным, Сергеем Ашкенази и Сергеем Саркисовым. В основу сценария, со слов Говорухина (не получивших документального подтверждения), легли реальные события, произошедшие в жизни Александра Милюкова сразу после окончания Великой Отечественной войны в 1945 году, о которых он якобы рассказал ему. Лента получила преимущественно смешанно-негативные отзывы критиков.

## Награды
- Звание Героя Советского Союза с вручением ордена Ленина и медали «Золотая Звезда» № 7838 (27 июня 1945 года)[4].
- Орден Отечественной войны 1 степени.
- Два ордена Красной Звезды[5].
- Медали.